# Їржі Скалак
Їржі Скалак (чеськ. Jiří Skalák, нар. 12 березня 1992, Пардубиці) — чеський футболіст, півзахисник англійського «Міллволла» і національної збірної Чехії.

## Клубна кар'єра
Народився 12 березня 1992 року в місті Пардубиці. Вихованець футбольної школи «Спарти» (Прага). Протягом 2009-2011 років грав за другу команду цього клубу. З 2010 року потрапляв до заявки основної команди, проте дебютував у її складі лише 2012 року, провівши перед тим сезон в оренді у словацькому «Ружомбероку».
У празькій «Спарті» так й не зміг стати гравцем основного складу, натомість протягом 2013-2015 встиг пограти на правах оренди за «Словацко», «Збройовку» та «Младу Болеслав». 2015 року перейшов до останнього клубу на умовах повноцінного контракту.
Утім вже в лютому 2016 року вчергове змінив команду, приєднавшись до клубу «Брайтон енд Гоув» з другого за силою англійського дивізіону.

## Виступи за збірні
2007 року дебютував у складі юнацької збірної Чехії, взяв участь у 39 іграх на юнацькому рівні (U-16, U-17, U-18 та U-19), відзначившись 8 забитими голами.
Протягом 2012–2015 років залучався до складу молодіжної збірної Чехії. На молодіжному рівні зіграв у 12 офіційних матчах, забив 1 гол.
У серпні 2015 року отримав свій перший виклик до національної збірної Чехії. У травні 2016 року головний тренер збірної Чехії Павел Врба включив Скалака до розширеної заявки національної команди для участі у фінальній частині Євро-2016.